# Dorcasta gracilis
Dorcasta gracilis là một loài bọ cánh cứng trong họ Cerambycidae.